# Ignacio Cantó
Ignacio Cantó Torres-Muñoz (Madrid, 21 de enero de 1981) es un deportista español que compitió en esgrima, especialista en la modalidad de espada. Ganó una medalla de plata en el Campeonato Mundial de Esgrima de 2006, en la prueba por equipos (junto con José Luis Abajo, Juan Castañeda y Eduardo Sepúlveda).

## Palmarés internacional
| Campeonato Mundial | Campeonato Mundial | Campeonato Mundial | Campeonato Mundial |
| Año                | Lugar              | Medalla            | Prueba             |
| ------------------ | ------------------ | ------------------ | ------------------ |
| 2006               | Turín (Italia)     | Medalla de plata   | Espada por equipos |